# Nina Brüggemann
Nina Brüggemann (* 11. Februar 1993 in Pinneberg) ist eine ehemalige deutsche Fußballspielerin.

## Karriere
Brüggemann kam über den FC Union Tornesch und den TSV Uetersen im Sommer 2009 als B-Juniorin zum Bundesligisten Hamburger SV. Für die Hamburgerinnen gab sie am 27. September 2009 im Spiel gegen die SG Essen-Schönebeck ihr Bundesligadebüt. Mit dem Treffer zum 3:2-Endstand erzielte sie in dieser Partie sogleich ihr erstes Tor in der höchsten Spielklasse. In den folgenden drei Saisonen bestritt sie insgesamt 37 Bundesligaspiele für den HSV.
Nach dem Rückzug Hamburgs aus der Bundesliga im Jahr 2012 war sie ein Jahr lang für die Sun Devils, das Collegeteam der Arizona State University, aktiv. Zur Saison 2013/14 unterschrieb sie einen Zweijahresvertrag beim Bundesligaaufsteiger BV Cloppenburg.
Im Sommer 2015 wechselte Brüggemann zur SGS Essen. Danach wechselte sie zu Leverkusen und kehrte zur Saison 2022/23 zum Hamburger SV zurück. Nach 19 Punktspielen und einem Tor wurde sie am 11. Mai 2025 vor dem letzten Punktspiel ihres Vereins vor heimischer Kulisse von diesem verabschiedet; sie beendete ihre Spielerkarriere.
Zwischen 2008 und 2010 bestritt Brüggemann insgesamt acht Partien für die Nachwuchsmannschaften des DFB.

## Sonstiges
Brüggemann besuchte bis 2012 die Johannes-Brahms-Schule in Pinneberg, und studierte danach in Oldenburg.